# Joecool
Joecool è un gruppo musicale italiano, formatosi nel 1987 a Milano.

## Storia
I Joecool si formarono a Milano nel 1987 ed erano composti da Alex Peroli (basso), Andrea Basile (voce), Fabio Marinello (chitarra), Sandro De Bellis (percussioni), con la collaborazione di Stefano Galli e Marcello Schena alla batteria. Fu del 1992 il loro primo EP omonimo pubblicato su cassetta dalla Blaue Reiter.
Nel 1993 la band firmò per la Polydor con cui realizzò il primo album dal titolo Panorama (1993), che vedeva la produzione artistica di Gianni Maroccolo. Dall'album venne estratto il singolo Gesù diverso (Polydor, 1993), che scalò le classifiche delle maggiori radio italiane. Nello stesso anno fu pubblicato anche il secondo singolo dell'album dal titolo La notte dei cristalli (Polydor, 1993).
Punto di domanda (PolyGram), fu invece il secondo album del 1995, sempre con la produzione artistica di Gianni Maroccolo.

## Formazione
- Alex Peroli: basso
- Andrea Basile: voce
- Fabio Marinello: chitarra
- Sandro De Bellis: percussioni

## Discografia
- 1992 - Joecool
- 1993 - Panorama
- 1996 - Punto di domanda